# PA-140
A  PA-140 é uma rodovia brasileira do estado do Pará. Essa estrada intercepta a PA-256 em sua extremidade sul.
Está localizada na região nordeste do estado, atendendo aos municípios de São Caetano de Odivelas, Vigia, Santo Antônio do Tauá, Santa Izabel do Pará, Bujaru, Concórdia do Pará e Tomé-Açu.